# Clayton Drumm
Clayton Drumm (títol original: Amore, piombo e furore) és una pel·lícula dels Estats Units dirigida per Monte Hellman, estrenada el 1978. Ha estat doblada al català.

## Argument
Clayton Drumm és un gàngster condemnat que obté un ajornament per assassinar el propietari d'un ranxo, Matthew Sebanek, a compte d'una companyia de ferrocarrils.

## Repartiment
- Warren Oates: Matthew Sebanek
- Fabio Testi: Clayton Drumm
- Jenny Agutter: Catherine Sebanek
- Sam Peckinpah: Wilbur Olsen
- Isabel Mestres: Barbara, la dona de Virgil
- Gianrico Tondinelli: Johnny Sebanek
- Franco Interlenghi: Hank Sebanek
- Charly Bravo: Duke, el germà de Barbara
- Paco Benlloch: Virgil Sebanek
- Sydney Lassick: l'amic del xèrif